# Saxifraga maderensis
Saxifraga maderensis är en stenbräckeväxtart som beskrevs av David Don. Saxifraga maderensis ingår i Bräckesläktet som ingår i familjen stenbräckeväxter. Utöver nominatformen finns också underarten S. m. pickeringii.